# Bakos János (tartományi albiztos)
Kecskeméti Bakos (Bakosch) János (1653. június 29. – 1697. február 1.) tartományi albiztos.

## Élete
Mint árva fiút Bogdán Mihály szelindeki rektor vette magához és tanította; innen 3 év múlva Nagyszebenbe került, ahol három és fél évig diakónus volt és folytatta tanulmányait. 1672-ben a gyulafehérvári kollégiumba ment, ahol 3 évet töltött és a logikát végezte. 1675-ben visszament Nagyszebenbe s három évig a bölcselet mellett, a teológiát tanulta. 1681-ben a vöröstoronyi-szorosnál harmincadossá nevezteték ki; 1682-ben a nagyszebeni községi testületbe vették föl és 1688-tól mint biztos az adópénztárnál tevékenykedett; 1693-ban a városi tanácsba választották és ugyanazon évben Bethlen Miklós tartományi főbiztos mellé mint albiztos rendelteték; 1694-ben ugyanazon minőségben báró Apor főbiztos mellett működött. 

## Munkái
Kurz und rechtmässiger Grund der Hochdeutschen Sprache wie auch deroselben Schreibrichtigkeit. Von I. B. C. Hermannstadt, 1678.
Önéletrajza maradt reánk kéziratban ezen czímmel: Consignation meines Lebenslaufes oder Verhalt, Geburt, Auferziehung, ja auch Fortsetzung des Lebens Johannis Bakosch junior, der 1653. die 29. Junii in diese angstvolle Welt gebohren ist worden.
Egy alapítvány levelét közölte a Kronstädter Zeitung 1867. 23. és 25. számaiban.